# Armillaria solidipes
Armillaria solidipes (anteriorment denominada Armillaria ostoyae) és una espècie de bolet dins la família de les fisalacriàcies (Physalacriaceae). A l'oest dels Estats Units és la variant més comuna del grup d'espècies que comparteixen el nom d'Armillaria mellea. Armillaria solidipes és força comuna en els arbres de fusta dura i en les coníferes de la carena de la Cascade Range. És un fong fitopatogen i bioluminiscent, el seu miceli ataca la fusta dels arbres i pot viatjar a grans distàncies sota l'escorça o entre els arbres sota la forma de rizomorfs negres.
Se sap que és un dels organismes vius més grans s'ha estimat que un sol espècimen trobat al Malheur National Forest d'Oregon ha estat creixent durant uns 2.400 anys cobrint uns 8,4 km². Només a la tardor aquest fong és visible a la superfície quan forma els bolets. Segurament cobreix la zona més gran entre qualsevol organisme viu.

## Taxonomia
Aquesta espècie fins al 2008 rebia com a nom Armillaria ostoyae, però aleshores es va descobrir que Charles Horton Peck el 1900 ja li havia donat com a nom Armillaria solidipes